# Брин, Брюс
Брюс Брин (англ. Bruce Breen, родился 13 октября 1961 года в Летбридже) — канадский регбист, выступавший на позиции фланкера.

## Игровая карьера
На клубном уровне представлял команду «Мералома», играл за команду Британской Колумбии. За сборную Канады дебютировал 8 ноября 1986 года против США в матче в Таксоне. Сыграл по одному матчу на чемпионатах мира 1987 и 1991 годов. Последнюю игру сыграл 19 июня 1993 года против США в Виннипеге, всего сыграл 9 матчей и набрал 4 очка благодаря одной занесённой попытке. Также привлекался в сборную по регби-7.